# 真宗大谷派三条別院
真宗大谷派三条別院（しんしゅうおおたにはさんじょうべついん）は、新潟県三条市にある真宗大谷派の寺院。

## 歴史
1690年（元禄3年）、一如によって開山された。一如は東本願寺第16代法主であり、東本願寺の掛所（出張所）として設けられ、米山以北の越後国（現・上越地域を除く新潟県）の所属寺院の管理に当たった。
毎年11月5日から8日まで執り行われる当院の報恩講は「お取越（とりこし）」の名で知られており、植木の露天市が開かれている。

## 交通アクセス
- 北三条駅より徒歩5分。